# Estadio Mundialista de Gwangju
El Estadio Mundialista de Gwangju (en coreano: 광주월드컵경기장) o Estadio Guus Hiddink (en coreano: 거스 히딩크 경기장), es un estadio de fútbol que se encuentra ubicado en Corea del Sur, específicamente en la ciudad de Gwangju.
El estadio fue inaugurado como Estadio Mundialista de Gwangju con el fin de hospedar partidos de la Copa Mundial de Fútbol de 2002. En honor al entonces entrenador de la selección de fútbol de Corea del Sur, Guus Hiddink, quien llevó al equipo hasta las semifinales por primera vez en su historia derrotando a la selección de fútbol de España en dicho estadio, fue renombrado como Estadio Guus Hiddink.

## Copa Mundial de Fútbol de 2002
- ver Copa Mundial de Fútbol de 2002.

| Fecha               | Selección | Resultado          | Selección     | Ronda            |
| ------------------- | --------- | ------------------ | ------------- | ---------------- |
| 02 de junio de 2002 | España    | 3 - 1              | Eslovenia     | Grupo B          |
| 04 de junio de 2002 | China     | 0 - 2              | Costa Rica    | Grupo C          |
| 22 de junio de 2002 | España    | 0 - 0 (3 - 5 pen.) | Corea del Sur | Cuartos de final |